# Фиркинс, Майкл Ли
Майкл Ли Фиркинс (англ. Michael Lee Firkins; 19 мая 1967, Омаха, Небраска) — американский гитарист и преподаватель, совмещающий в своей игре блюз, джаз, рок и кантри. Обладатель премии Edison Award 1991 года в номинации хард-рок/метал.

## Ранние годы
Родился 19 мая 1967 в Омахе штат Небраска в семье музыкантов. Его отец играл на лэп-стил гитаре, а мать была пианисткой. В возрасте восьми лет Майкл начал самостоятельно осваивать акустическую гитару. Одновременно с этим он иногда брал уроки игры в местном музыкальном магазине. Свою первую электрогитару Майкл получил в подарок от отца в 1979 году. По словам Майкла, ему предложили на выбор Fender Bronco или Gibson SG, и он остановил выбор на последнем. «Моими фаворитами были AC/DC, а также Skynyrd и Led Zeppelin, и Gibson ассоциировалась у меня с лучшей гитарой в то время», — вспоминал позднее Майкл. Позднее он получил на рождество педаль дисторшн DOD Preamp 250. Выступать в родном городе Майкл начал в том же 1979 году с местными группами, а также в церкви. Когда Майклу исполнилось 18 лет, он стал выступать за пределами родного штата с кавер-группой. Несколькими годами позднее молодой музыкант оставил активную концертную деятельность, вернулся в Омаху и начал преподавать игру на гитаре.

## Карьера
В течение следующих нескольких лет Фиркинс записал несколько демо собственных композиций, одно из которых отправил Майку Варни. Запись заинтересовала Варни и он совместно со Стивом Фонатно спродюсировал первый сольный альбом Фиркинса. Альбом получил название Michael Lee Firkins и вышел в 1990 году на лейбле Shrapnel Records. В записи альбома приняли участие бас-гитарист Джефф Пилсон (Dokken) и барабанщик Джеймс Коттак (M.S.G., Scorpions). Микшированием альбома занимался Марк Ренник, сыгравший также на бас-гитаре в композиции «Sargasso Sea». Музыка на пластинке соединяла в себе рок, кантри, блюз и джаз. Тираж альбома превысил 100 тысяч копий, а Майкл стал победителем в номинации «Лучший новый талант» по версии журнала Guitar for the Practicing Musician и занял второе место в аналогичной номинации по версии журнала Guitar World согласно читательским опросам. Guitar for the Practicing Musician также назвали Майкла одним из «наиболее влиятельных гитаристов последующих десяти лет». Композиция «Laughing Stacks» вошла в диск-приложение к журналу Guitar Player. В 1991 году за свой дебютный альбом Майкл удостоился голландской музыкальной премии Edison Award в номинации хард-рок/метал.
В 1992 году Фиркинс принял участие в записи сборника Guitar Battle. Вместе с Майклом на диске отметились такие гитаристы как Эл Питрелли, Джордж Линч, Джон Петруччи, Стив Морс, Брэд Гиллис, Реб Бич и Энди Тиммонс.
В 1993 году Фиркинс вместе с вокалистом и исполнителем на губной гармошке Литл Джоном Крисли и бас-гитаристом Джимми О’ши организовал блюз-роковый проект Howling Iguanas. Единственный одноимённый альбом группы вышел в 1994 году на лейбле Blues Bureau International (подразделение Shrapnel Records). Год спустя Фиркинс принял участие в записи сольного альбома Крисли Little John Chrisley, сыграв соло в композиции «Beer Goggles». В том же 1995 году Майкл поучаствовал в записи альбома Perspective Джейсона Беккера (композиция «End of the Beginning»), а также выпустил второй сольный альбом Chapter Eleven. Альбом содержал кавер на композицию Дюка Эллингтона «The Mooche» и в целом подчёркивал интерес Майкла к джазу.
В 1996 году Фиркинс выпустил альбом Cactus Crüz, ставший последним альбомом Фиркинса, выпущенным на Shrapnel Records. Альбом включал в себя кавер на композицию Куинси Джонса «Sanford & Son». В том же году музыкант принял участие в фестивале в Голландии, посвящённом Джими Хендриксу, где выступил на одной сцене с Popa Chubby, Уолтером Траутом и Омаром Дайксом. Майкл исполнил композиции «Little Wing» и «Manic Depression». Позднее обе эти композиции Майкл включил в альбом каверов Decomposition.
В 2004 году Фиркинс присоединился к инструментальному фанк-проекту The Clinton Administration и записал с ними альбом Take You Higher. Музыку для альбома написал Слай Стоун. В 2007 году вышел альбом Майкла Blacklight Sonatas. Альбом содержал композицию Ледбелли «Black Betty», которую Майкл спел сам. Также в альбоме музыкант вновь переиграл «Sanford & Son» Куинси Джонса. В 2009 году дебютный альбом Майкла Michael Lee Firkins был включён в десятку лучших шред альбомов всех времён журналом Guitar World.
В 2013 году вышел пятый альбом Фиркинса, получивший название Yep. В записи принимали участие клавишник Чак Ливелл (The Allman Brothers Band, The Rolling Stones, Эрик Клэптон), барабанщик Мэтт Эбтс (Gov't Mule) и бас-гитарист Энди Хесс (Gov’t Mule, The Black Crowes). Вокальные партии в альбоме исполнил сам Майкл. С 2013 года Майкл неоднократно принимал участие в благотворительных фестивалях «Not Dead Yet», посвящённых Джейсону Беккеру. Вместе с ним в концертах участвовали такие гитаристы, как Ричи Коцен, Gus G, Стив Морс, Ули Йон Рот, Гретхен Менн, Джуд Голд и другие.

## Влияние и популярность
В детстве Фиркинс отдавал предпочтение рок-музыке, а именно таким группам, как Lynyrd Skynyrd, Led Zeppelin, AC/DC и Black Sabbath. Незадолго до выпуска своего первого альбома Майкл по собственному признанию расширил свои музыкальные вкусы, стал слушать Джерри Рида, Чета Аткинса, Альберта Ли и Дэнни Гэттона. По словам Майкла, он по-прежнему слушает очень много старой музыки 60-х — 70-х годов.
Фиркинс часто выступает в Голландии. Он объясняет свою популярность в Голландии премией Edison Award, полученной им в 1991 году, но подчёркивает, что среди голландских поклонников он известен именно как блюз-роковый исполнитель. Один из музыкантов по имени Крис, играющий в группе Майкла, учился с ним в одной школе и ходил с ним в один и тот же детский сад, но по собственному признанию музыканты не были знакомы в детстве.

## Стиль игры и оборудование
Фиркинс соединяет в своей музыке в основном хард-рок и кантри. Отличительной чертой техники гитариста является имитация игры слайдом. На самом деле Майкл не использует слайд, а получает необходимое звучание с помощью «ловкой» работы рычагом тремоло.
Фиркинс предпочитает гитары и гитарные головы компании Fender. Он отмечает эффект дилэй, уже содержащийся в головах Fender. На концертах музыкант всегда использует два усилителя. Через один выводится звук с эффектом дилэй, через другой — обычный сухой звук. Также музыкант использует усилители Marshall и Doctor Z, педаль Keeley-mod tube screamer. Кроме этого, в начале 2000-х годов Майкл освоил лэп-стил гитару, и теперь играет также и на ней. Для записи альбома Yep один из друзей Майкла разработал для него на основе Fender Telecaster специальную гитару, названную «Reso-Tele». Помимо прочего оборудования, во время записи Yep Майкл использовал винтажные гитары 70-х годов Gibson SG и Burny SG (японская копия гитар Gibson), усилитель  Vox AC30 с динамиками Celestion Vintage 70s, усилители Fender Tweed Deluxe и Fender Vibrolux.
В начале своей карьеры Фиркинс большую часть музыки писал на пианино, но потом переключился на синтезаторы, которые содержат большое количество разнообразных настроек. Для обработки звука музыкант использует программу Pro Tools HD. На первоначальном этапе звукозаписи Майкл по собственному признанию иногда пользуется кассетным магнитофоном.

## Семья и личная жизнь
Фиркинс живёт в городе Сан-Рафел в северной части залива Сан-Франциско, штат Калифорния к северу от пролива Золотые Ворота. Там же находится его собственная студия звукозаписи. Также он периодически возвращается в Омаху, где всё ещё живут его родители. Свои переезды Фиркинс объясняет полным отсутствием в Сан-Рафел местной музыкальной сцены. Фиркинс женат и растит дочь. Со своей женой Майкл познакомился там же, в Сан-Рафел.

## Дискография
| Сольные - Michael Lee Firkins (1990) - Chapter Eleven (1995) - Cactus Crüz (1996) - Decomposition (1999) - Black Light Sonatas (2007) - Collection (2009) - Yep (2013) Howling Iguanas - Howling Iguanas (1994) | С другими артистами - Blues Tracks (1992) — Пэт Трэверс - Guitar Battle (1992) - L.A. Blues Authority Volume V: Cream of the Crop (1994) — трибьют-альбом Cream - Little John Chrisley (1995) — Литл Джон Крисли - Perspective (1995) — Джейсон Беккер - Best of the Blues Plus Live! (1997) — Пэт Трэверс - Staring at the Sun (2001) — Нил Заза - Take You Higher (2004) — The Clinton Administration - The Jimi Hendrix Music Festival (2004) - Rewind: The Definitive Collection (2007) — Нил Заза - Collection (2008) — Джейсон Беккер - This is Shredding, Vol. 1 (2009) - The Manhattan Blues Project (2013) — Стив Хантер |